# Ассефа Мезгебу
Ассефа Мезгебу (род. 19 июня 1978) — эфиопский бегун на длинные дистанции. Специализировался в беге на 10 000 метров и в беге по пересечённой местности. На Олимпиаде в Атланте бежал дистанцию 5000 метров, но не смог выйти в финал. Бронзовый призёр чемпионата мира по кроссу 1998 года. В 1999 году стал бронзовым призёром мирового первенства в Севилье и чемпионом Всеафриканских игр. На Олимпийских играх 2000 года выиграл бронзовую медаль, показав результат 27.19,75. В 2001 году занял 2-е место на мировом первенстве 2001 года.
Личный рекорд в беге на 10 000 метров — 26.49,90.